# Stephodiplosis nothofagi
Stephodiplosis nothofagi är en tvåvingeart som beskrevs av Barnes 1936. Stephodiplosis nothofagi ingår i släktet Stephodiplosis och familjen gallmyggor. Inga underarter finns listade i Catalogue of Life.